# چارلی گاسپارینو
چارلی گاسپارینو (انگلیسی: Charlie Gasparino؛ زادهٔ ۱ ژانویهٔ ۱۹۶۳) روزنامه‌نگار، اهل ایالات متحده آمریکا است. وی یک وبلاگ نویس، مجری برنامه رادیویی و نویسنده است. او بارها به عنوان مهمان بخش برنامه شبکه کسب و کار فاکس و برنامه خبری سهام و کسب و کار «کش‌این این» شرکت می‌کند.

## زندگی‌نامه
گاسپارینو در یک خانواده ایتالیایی در برانکس به دنیا آمد و قبل از اینکه مدرک دکترای خود را از دانشگاه پیس در کلمبیا، میزوری به دست آورد، از آنجا فارغ‌التحصیل شد.

## زندگی حرفه‌ای
گاسپارینو پیشتر یکی از نویسندگان ارشد مجله نیوزویک بود، جایی که موفق شد سیاست‌های وال استریت و شرکت‌های آمریکایی را تحت پوشش قرار دهد و در بین گزارش‌های تحقیقی خود خبرهای مربوط به پرداخت جنجال‌برانگیز ریچارد گراس، رئیس سابق بورس نیویورک به برنارد کریک کمیسیونر پلیس نیویورک که نامزد احراز پست وزارت امنیت داخلی ایالات متحده آمریکا بود شد. (او در نهایت حذف شد) و همچنین اتهام جرایم شرکتی به دادستان سابق نیویورک (و احتمالاً با فرماندار) آن الیوت اسپیتزر بود. گاسپارینو قبل از کار در نیوزویک خبرنگار «وال‌استریت جورنال» بود.

### انتقال به فاکس
در ماه فوریه ۲۰۱۰ گاسپارینو شبکه سی‌ان‌بی‌سی را برای پیوستن به شبکه تازه‌کار فاکس ترک کرد. او علاوه بر نوشتن کتاب، در فاکس تجاری و کانال فاکس نیوز با ارائه گزارش‌های خبری و تفسیر شرکت می‌کند، او همچنین به‌طور منظم در رسانه‌های معتبری مانند نیویورک پست، فوربس و آنلاین، سایت فاکس بیزینس، روزنامه دیلی‌بیست، و هافینگتن پست مقاله می‌دهد.

### کتاب‌ها
در سال ۲۰۰۵، گاسپارینو خون در خیابان را نوشت: این داستانی تأثیر گذار بود که نشان می‌دهد چگونه تحلیلگران وال استریت، یک نسل از سرمایه‌گذاران را گول‌می‌زنند را توسط انتشارات آزاد منتشر کرد. در نوامبر ۲۰۰۷، هارپر کالینز دومین کتاب گاسپارینو، پادشاه باشگاه را منتشر کرد، سپس ماجرای جنجالی ریچارد گراس رئیس سابق بورس نیویورک و بقاء آن را داشت.